# Wahlenheim
Wahlenheim (Wàhle en dialecte) est une commune française située dans la circonscription administrative du Bas-Rhin et, depuis le 1er janvier 2021, dans le territoire de la Collectivité européenne d'Alsace, en région Grand Est.
Cette commune se trouve dans la région historique et culturelle d'Alsace.

## Géographie

### Communes limitrophes
|            | Hochstett   | Batzendorf  |
| Mommenheim | Wahlenheim  | Rottelsheim |
|            | Bernolsheim |             |

### Hydrographie
La commune est dans le bassin versant du Rhin au sein du bassin Rhin-Meuse. Elle est drainée par le ruisseau le Saltenbach et le ruisseau le Straenggraben,.

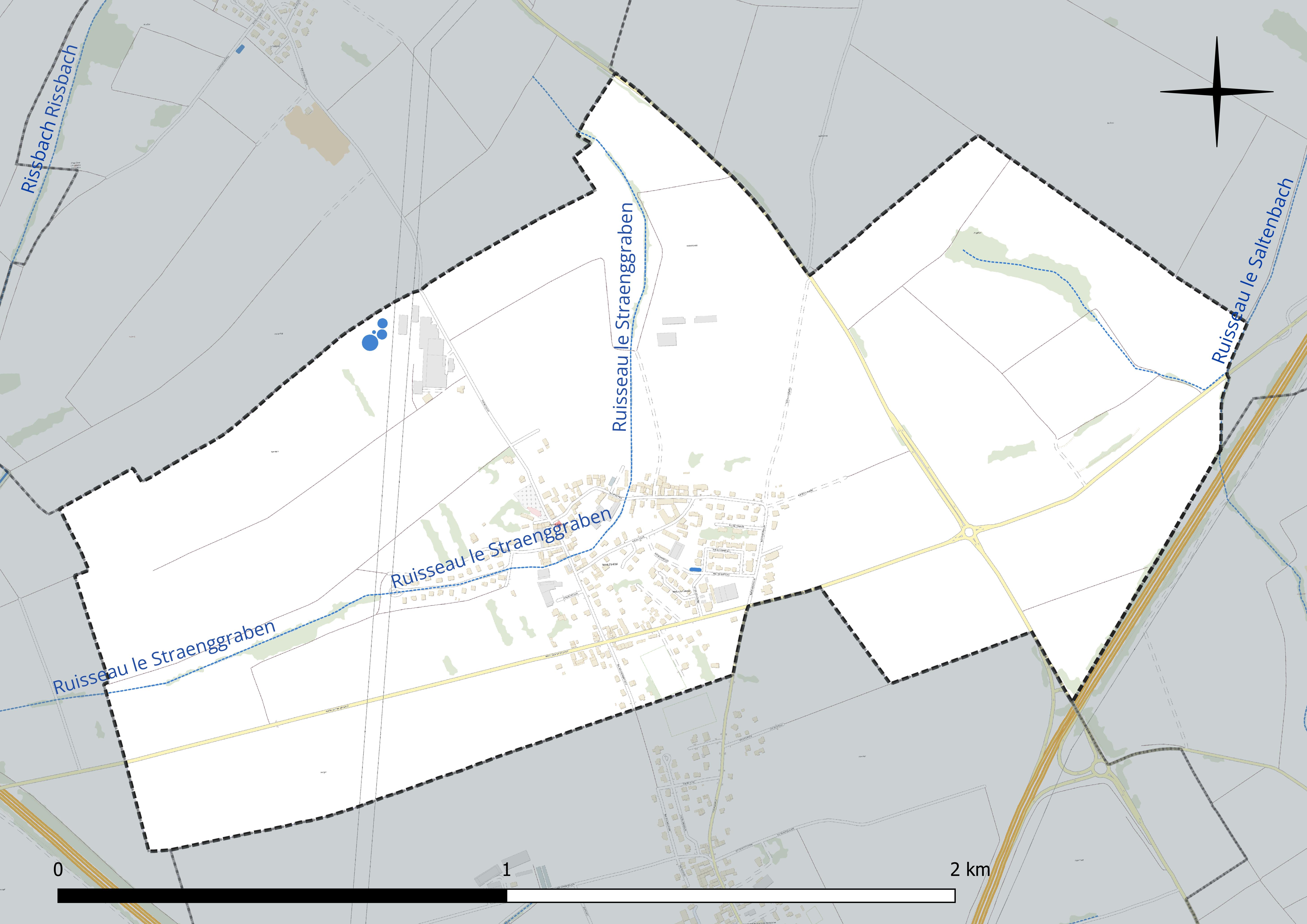
Réseau hydrographique de Wahlenheim.

### Climat
Pour des articles plus généraux, voir Climat du Grand Est et Climat du Bas-Rhin.
En 2010, le climat de la commune est de type climat des marges montargnardes, selon une étude du Centre national de la recherche scientifique s'appuyant sur une série de données couvrant la période 1971-2000. En 2020, Météo-France publie une typologie des climats de la France métropolitaine dans laquelle la commune est exposée à un climat semi-continental et est dans une zone de transition entre les régions climatiques « Vosges » et « Alsace ». 
Pour la période 1971-2000, la température annuelle moyenne est de 10,4 °C, avec une amplitude thermique annuelle de 17,8 °C. Le cumul annuel moyen de précipitations est de 730 mm, avec 9,7 jours de précipitations en janvier et 10,3 jours en juillet. Pour la période 1991-2020, la température moyenne annuelle observée sur la station météorologique de Météo-France la plus proche, « Waltenheim-sur-zorn », sur la commune de Waltenheim-sur-Zorn à 5 km à vol d'oiseau, est de 11,3 °C et le cumul annuel moyen de précipitations est de 652,2 mm. 
La température maximale relevée sur cette station est de 38 °C, atteinte le 7 août 2015 ; la température minimale est de −14,9 °C, atteinte le 20 décembre 2009,,. 
Les paramètres climatiques de la commune ont été estimés pour le milieu du siècle (2041-2070) selon différents scénarios d'émission de gaz à effet de serre à partir des nouvelles projections climatiques de référence DRIAS-2020. Ils sont consultables sur un site dédié publié par Météo-France en novembre 2022.

## Urbanisme

### Typologie
Au 1er janvier 2024, Wahlenheim est catégorisée bourg rural, selon la nouvelle grille communale de densité à sept niveaux définie par l'Insee en 2022.
Elle appartient à l'unité urbaine de Brumath, une agglomération intra-départementale regroupant quatre  communes, dont elle est une commune de la banlieue,,. Par ailleurs la commune fait partie de l'aire d'attraction de Strasbourg (partie française), dont elle est une commune de la couronne,. Cette aire, qui regroupe 268 communes, est catégorisée dans les aires de 700 000 habitants ou plus (hors Paris),.

### Occupation des sols
L'occupation des sols de la commune, telle qu'elle ressort de la base de données européenne d’occupation biophysique des sols Corine Land Cover (CLC), est marquée par l'importance des territoires agricoles (88,5 % en 2018), une proportion sensiblement équivalente à celle de 1990 (89,3 %). La répartition détaillée en 2018 est la suivante : terres arables (88,5 %), zones urbanisées (11,5 %). L'évolution de l’occupation des sols de la commune et de ses infrastructures peut être observée sur les différentes représentations cartographiques du territoire : la carte de Cassini (XVIIIe siècle), la carte d'état-major (1820-1866) et les cartes ou photos aériennes de l'IGN pour la période actuelle (1950 à aujourd'hui).

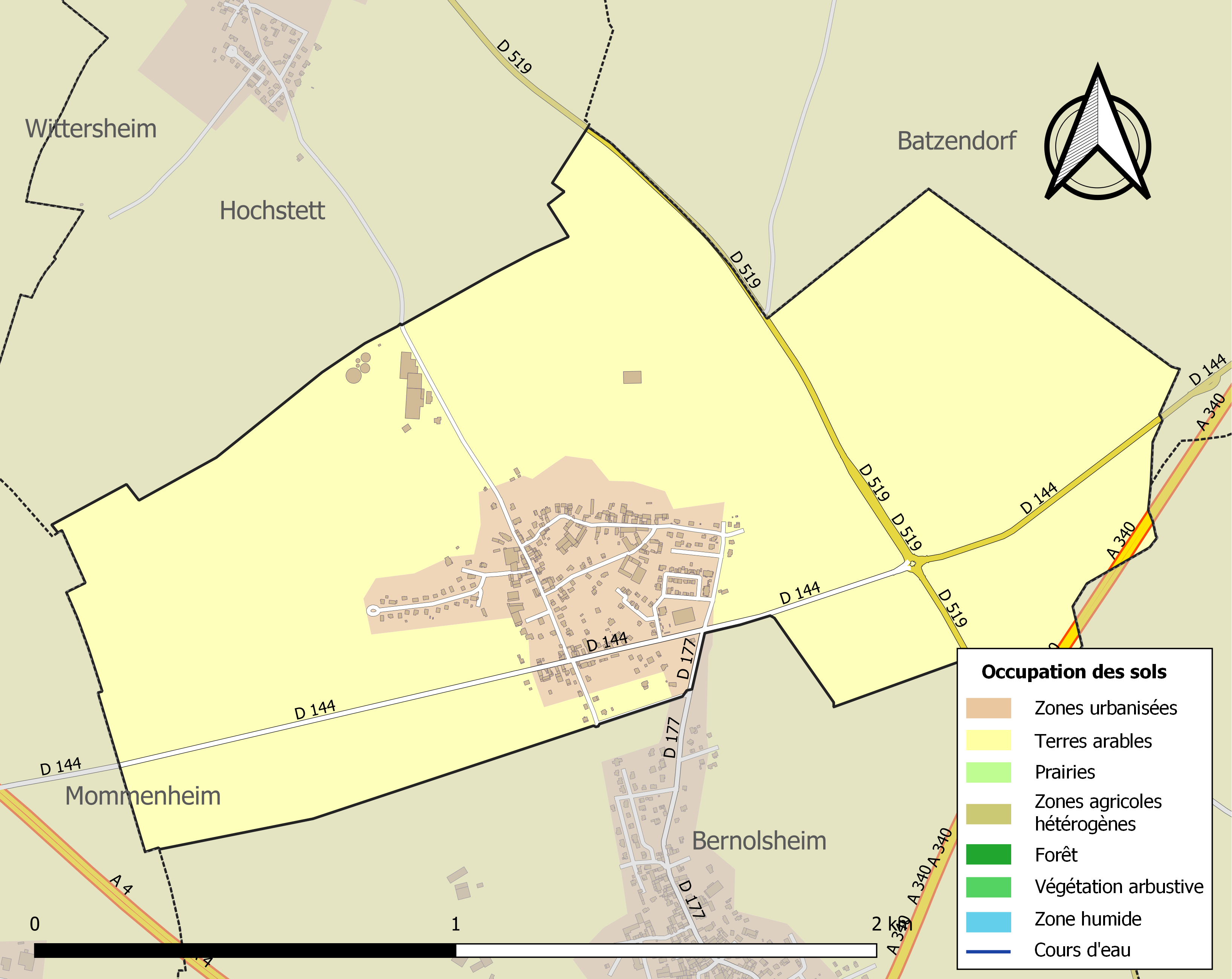
Carte des infrastructures et de l'occupation des sols de la commune en 2018 (CLC).

## Histoire
La première mention de Wahlenheim se trouve dans un document de l'abbaye Saints-Pierre-et-Paul de Wissembourg daté de 774. On y signale la présence d'une villa appartenant à cette abbaye du nom de Walchom.

## Politique et administration

### Liste des maires
| Période                                  | Période  | Identité      | Étiquette | Qualité                       |
| ---------------------------------------- | -------- | ------------- | --------- | ----------------------------- |
| Les données manquantes sont à compléter. |          |               |           |                               |
| 1945                                     | 1959     | Charles Weber | SE        | Tonnelier                     |
| 1959                                     | 1977     | Joseph Bur    | SE        | Agriculteur                   |
| 1977                                     | 1995     | Marcel Eckart | SE        | Représentant de commerce      |
| 1995                                     | 2001     | René Adam     | SE        | Enseignant en lycée technique |
| 2001                                     | mai 2020 | Paul Adam     | SE        | Agriculteur retraité          |
| mai 2020                                 | En cours | Maurice Lutz  |           |                               |

## Population et société

### Démographie
L'évolution du nombre d'habitants est connue à travers les recensements de la population effectués dans la commune depuis 1793. Pour les communes de moins de 10 000 habitants, une enquête de recensement portant sur toute la population est réalisée tous les cinq ans, les populations de référence des années intermédiaires étant quant à elles estimées par interpolation ou extrapolation. Pour la commune, le premier recensement exhaustif entrant dans le cadre du nouveau dispositif a été réalisé en 2006.

En 2022, la commune comptait 609 habitants, en évolution de +42,29 % par rapport à 2016 (Bas-Rhin : +3,17 %, France hors Mayotte : +2,11 %).
| 1793 | 1800 | 1806 | 1821 | 1831 | 1836 | 1841 | 1846 | 1851 |
| ---- | ---- | ---- | ---- | ---- | ---- | ---- | ---- | ---- |
| 173  | 181  | 203  | 240  | 260  | 265  | 279  | 272  | 252  |

| 1856 | 1861 | 1866 | 1871 | 1875 | 1880 | 1885 | 1890 | 1895 |
| ---- | ---- | ---- | ---- | ---- | ---- | ---- | ---- | ---- |
| 227  | 236  | 247  | 236  | 244  | 258  | 272  | 263  | 256  |

| 1900 | 1905 | 1910 | 1921 | 1926 | 1931 | 1936 | 1946 | 1954 |
| ---- | ---- | ---- | ---- | ---- | ---- | ---- | ---- | ---- |
| 256  | 274  | 268  | 237  | 247  | 237  | 237  | 245  | 218  |

| 1962 | 1968 | 1975 | 1982 | 1990 | 1999 | 2006 | 2011 | 2016 |
| ---- | ---- | ---- | ---- | ---- | ---- | ---- | ---- | ---- |
| 236  | 231  | 245  | 340  | 368  | 365  | 377  | 383  | 428  |

| 2021 | 2022 | - | - | - | - | - | - | - |
| ---- | ---- | - | - | - | - | - | - | - |
| 606  | 609  | - | - | - | - | - | - | - |

## Culture locale et patrimoine

### Lieux et monuments
- L'église de L'Assomption-de-la-Bienheureuse-Vierge-Marie.

### Galerie

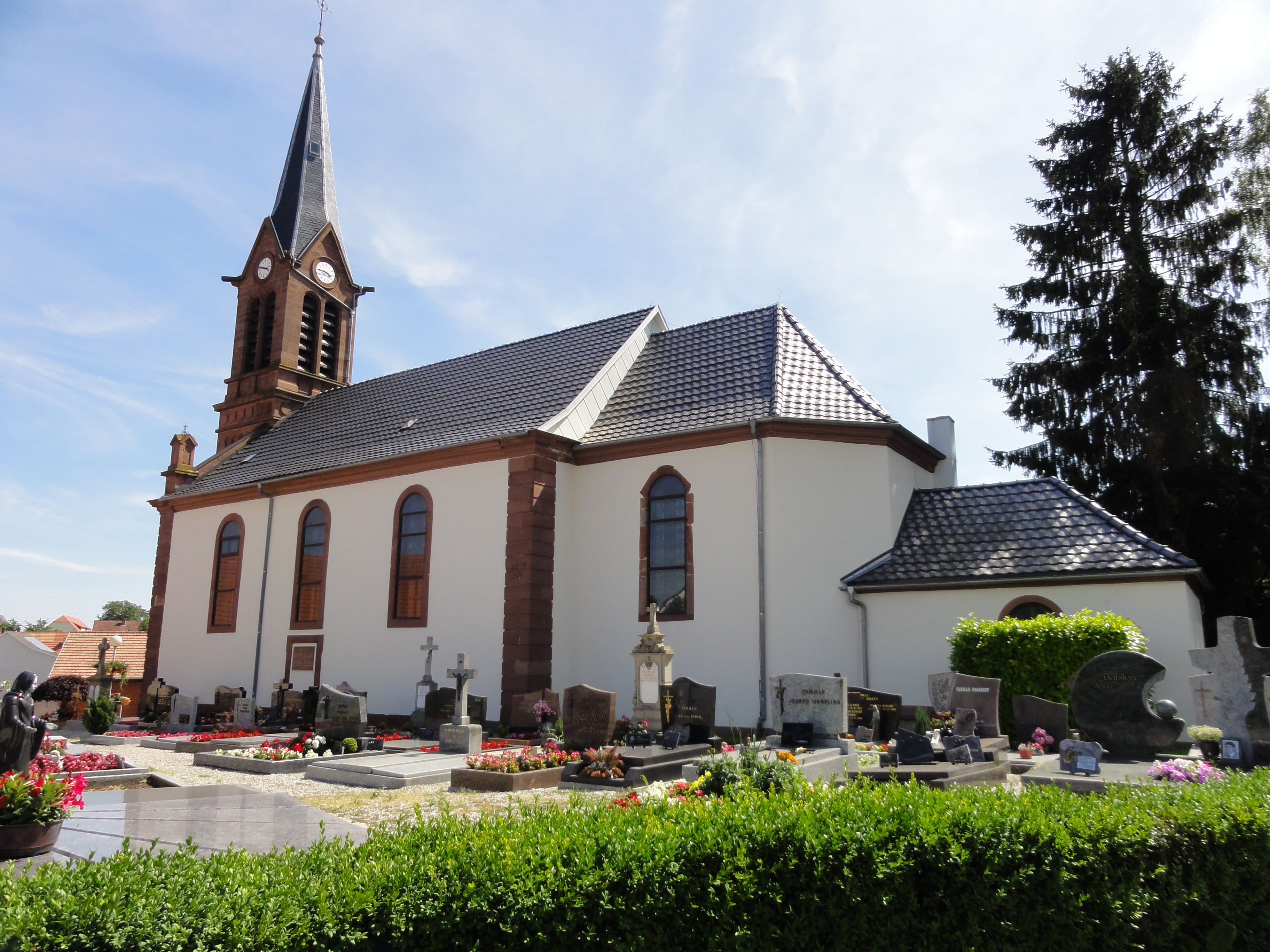
Église de L'Assomption-de la-Bienheureuse-Vierge-Marie.
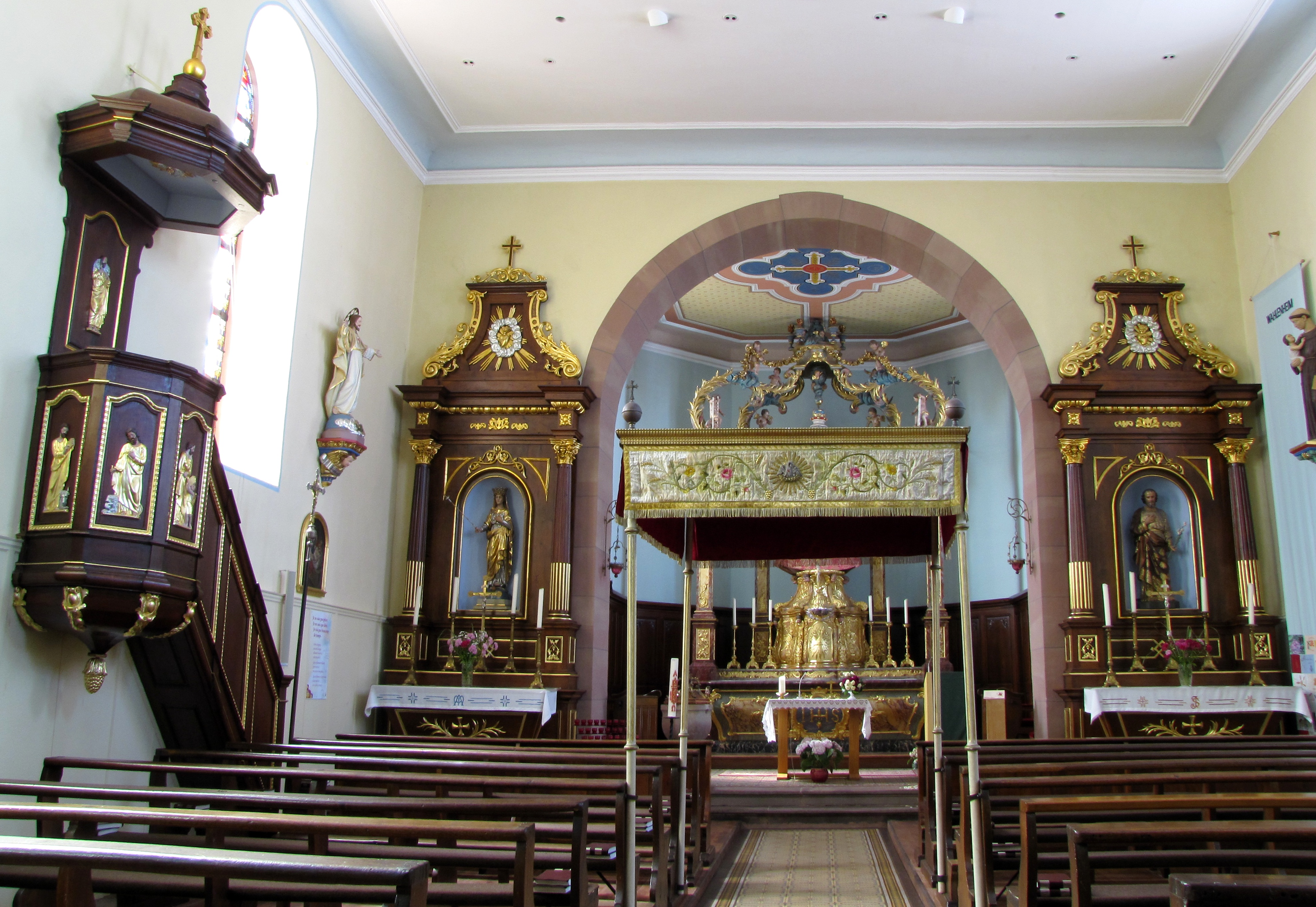
Vue intérieure de la nef vers le chœur ; dais de procession.
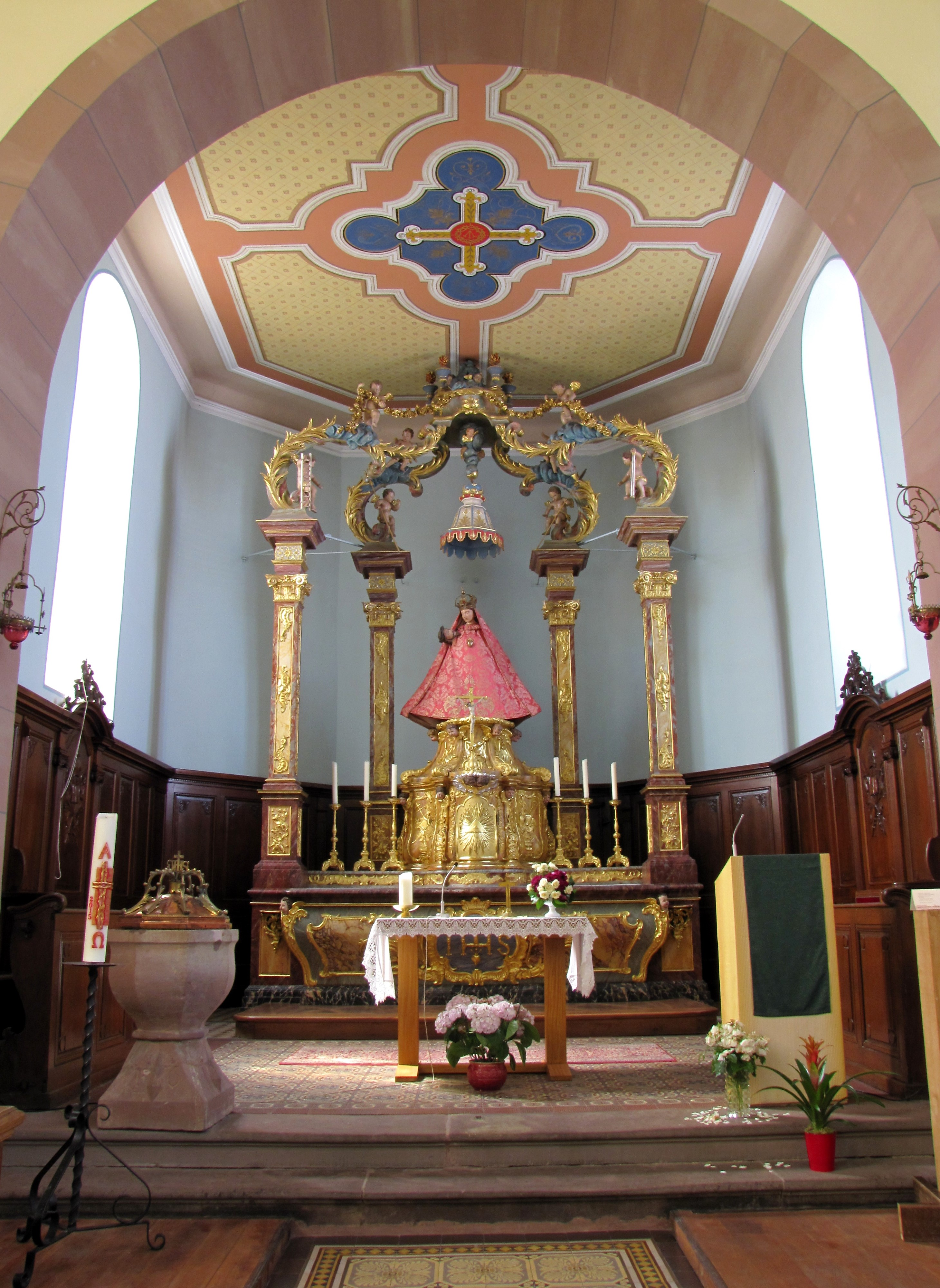
Maître-autel baroque (1751), stalles (XIXe) et fonts baptismaux (XVIIe).
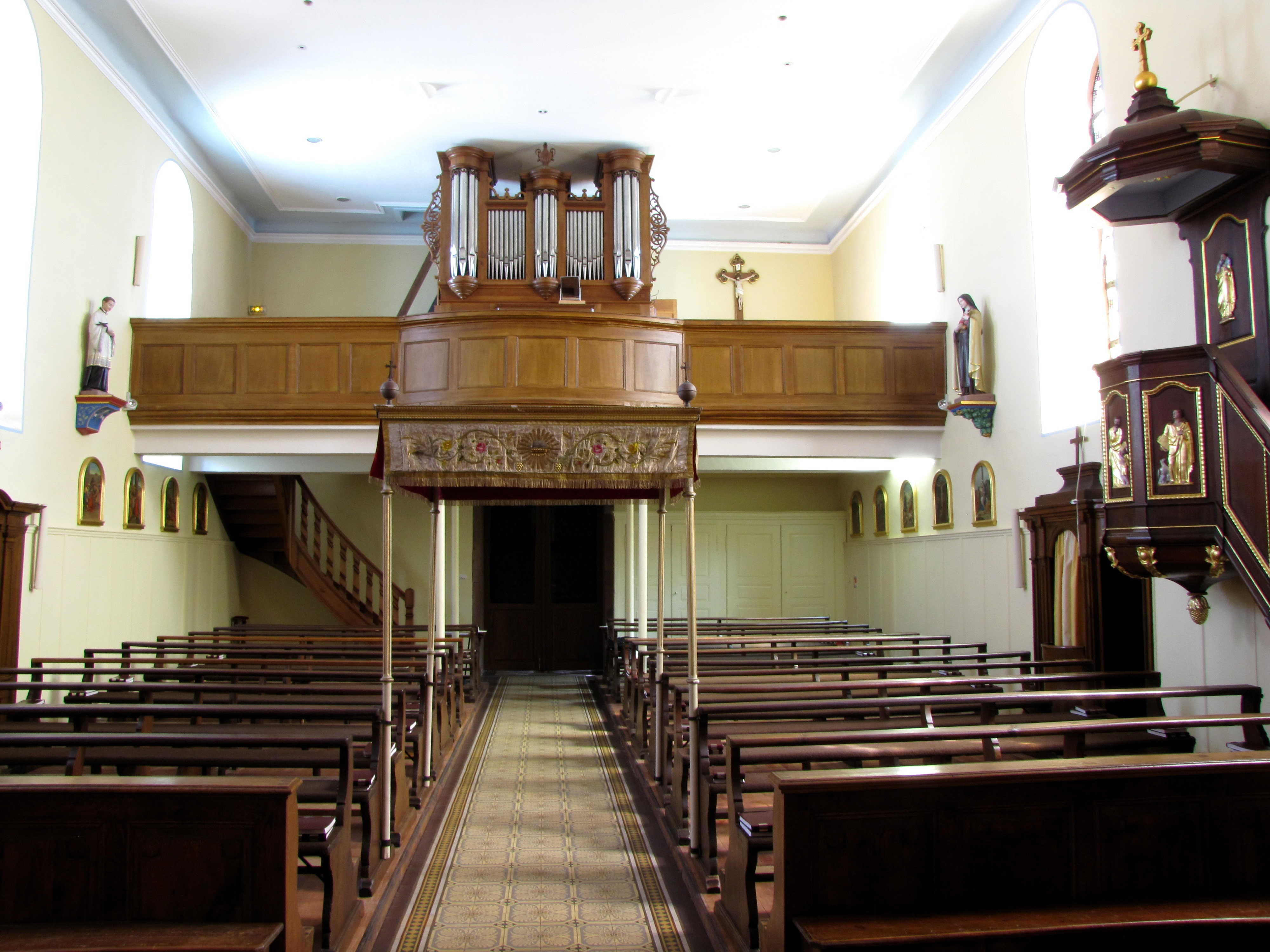
Vue intérieure de la nef vers la tribune de l'orgue Stiehr (1861).
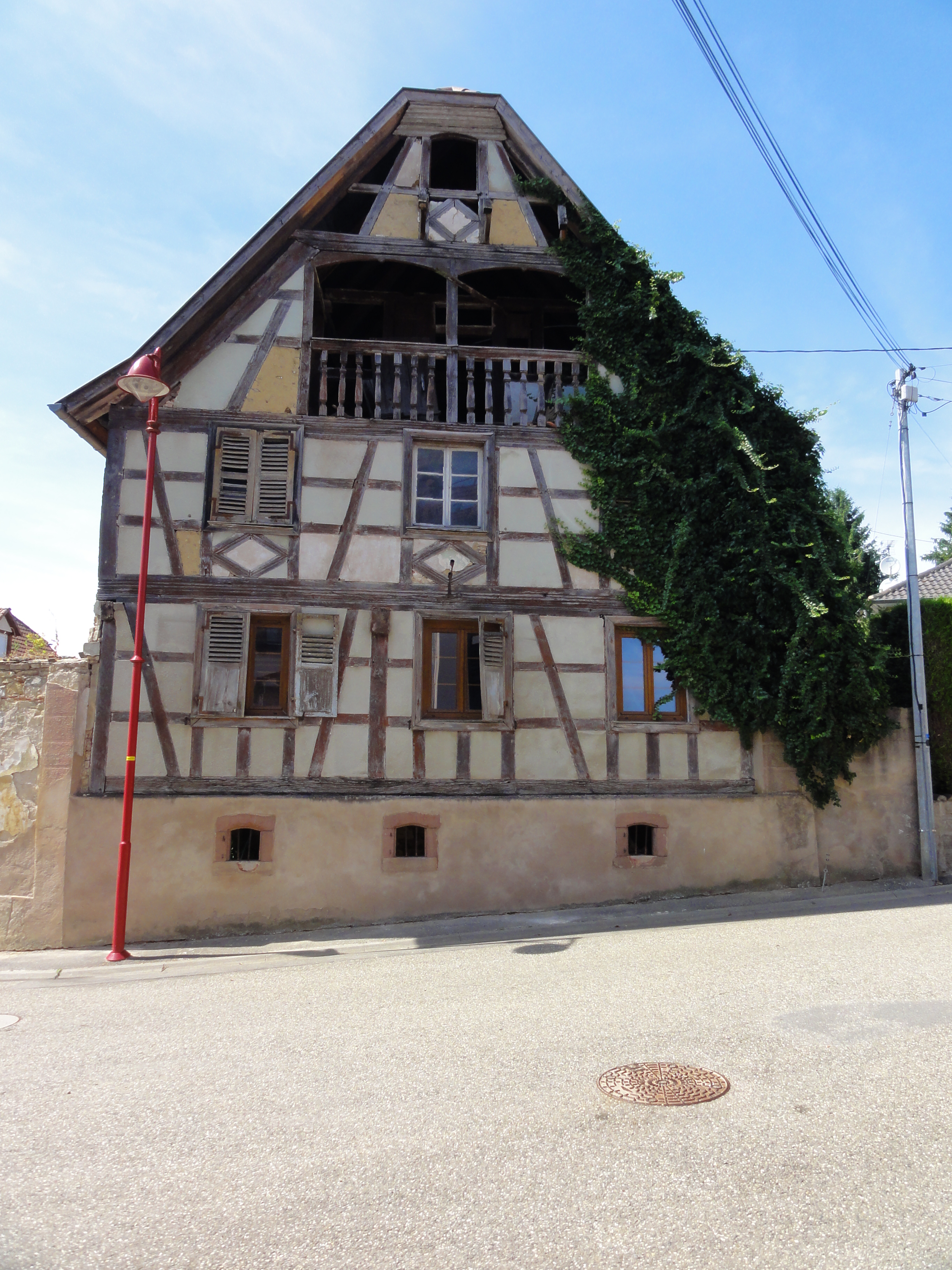
Ferme, 14 rue Principale.
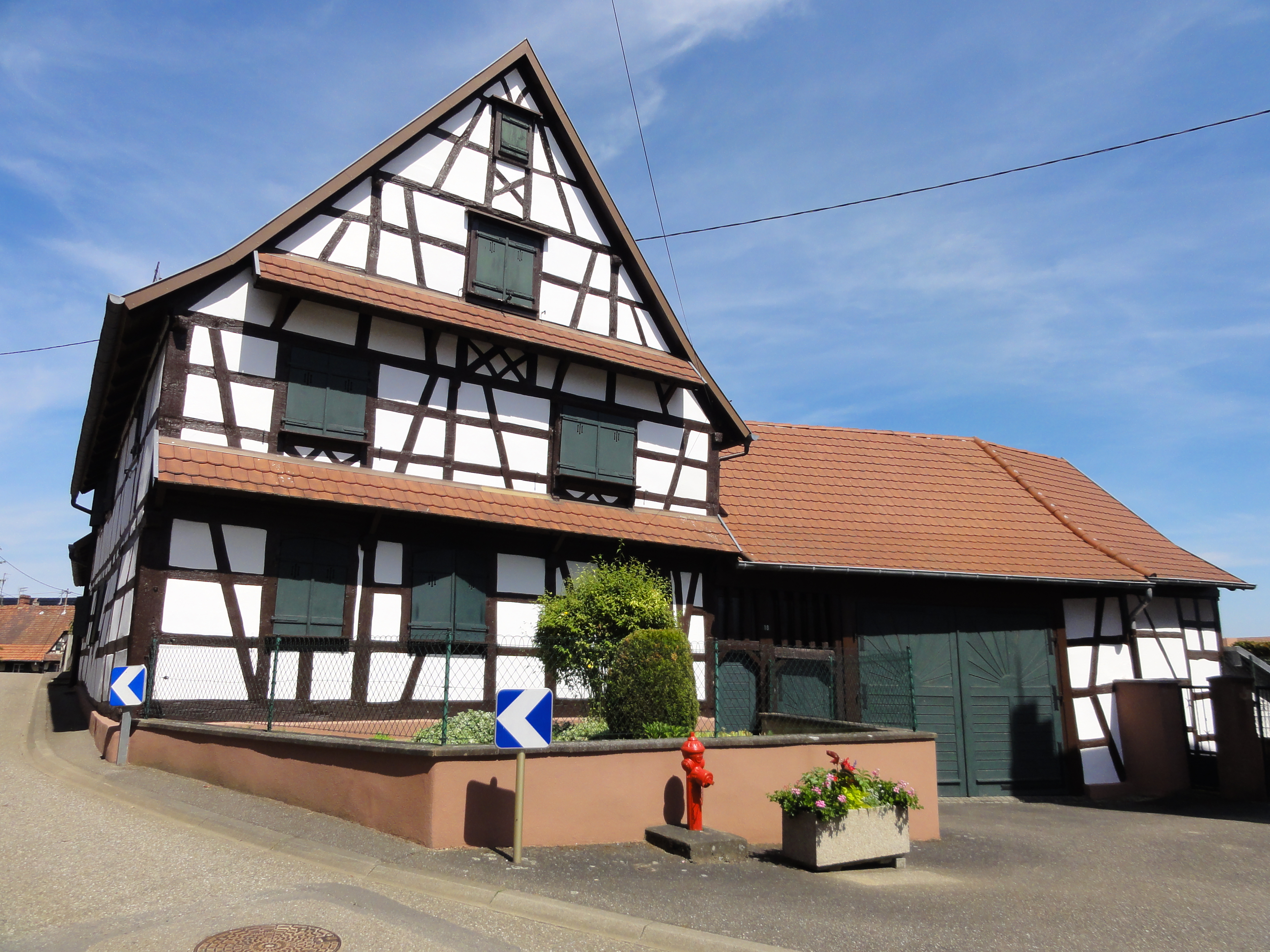
Ferme, 18 rue Principale.
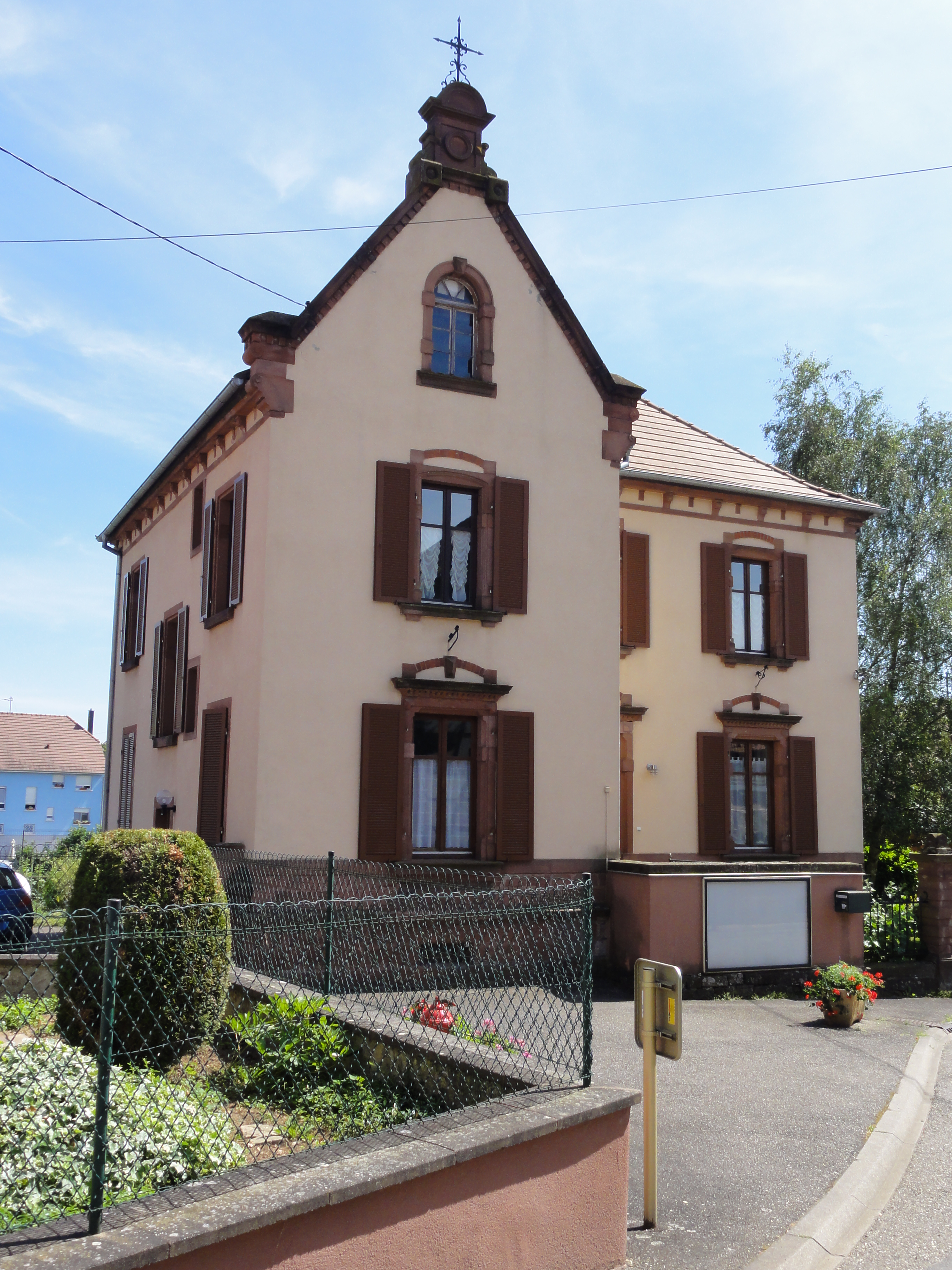
Presbytère (XIXe), 16 rue Principale.

### Personnalités liées à la commune
- Nicolas Delsor (1847-1927) : ecclésiastique et homme politique. Curé de la paroisse de Wahlenheim de 1877 à 1888, il est élu au Landtag d'Alsace-Lorraine et entre en 1898 au Reichstag, où il est député protestataire. Redevenu français, il est élu sénateur de la IIIe République de 1920 à 1927.

### Héraldique
| Blason de Wahlenheim | Blason  | D'azur à la fleur de lys d'argent surmontée de deux croissants d'or rangés en chef. |
| Blason de Wahlenheim | Détails |                                                                                     |